# زیردریایی یو-۴۰۰
زیردریایی یو-۴۰۰ (به انگلیسی: German submarine U-400) یک زیردریایی بود که طول آن ۶۷٫۱ متر (۲۲۰ فوت ۲ اینچ) بود. این زیردریایی در سال ۱۹۴۴ ساخته شد.